# Какова цена славы
«Какова цена славы» (англ. What Price Glory) — кинофильм режиссёра Джона Форда, вышедший на экраны в 1952 году. Лента основана на одноимённой пьесе Максвелла Андерсона и Лоуренса Столлингса, которая ранее уже экранизировалась Раулем Уолшем (в 1926 и 1929 годах).

## Сюжет
Действие происходит в 1918 в разгар Первой мировой войны. В небольшом французском городке расквартировано подразделение американской морской пехоты, которым руководит храбрый капитан Флэгг. Капитан не теряет времени даром и заводит роман с красавицей Шармен, дочерью местного трактирщика, однако жениться не намерен. Однажды в расположении подразделения появляется опытный сержант Квирт, задача которого — стать помощником командира и обучить новобранцев. Флэгг и Квирт — старые знакомые, вместе служившие в разных уголках мира и не раз соперничавшие на любовном фронте. Вот и на этот раз, как только капитан уезжает по делам в Париж, сержант не без успеха принимается ухаживать за Шармен...

## В ролях
- Джеймс Кэгни — капитан Флэгг
- Коринн Кальве — Шармен
- Дэн Дэйли — старший сержант Квирт
- Уильям Демарест — капрал Кайпер
- Крэйг Хилл — лейтенант Олдрич
- Роберт Вагнер — рядовой Льюисон
- Мариза Паван — Николь Бушар
- Макс Шоуолтер — лейтенант Мур
- Джеймс Глисон — генерал Коукли
- Уолли Вернон — Липински
- Анри Летондаль — Пит, отец Шармен
- Гарри Морган — сержант Моран